# Кашин, Николай Васильевич
Николай Васильевич Кашин (14 июля 1924 — 11 февраля 1990) — командир отделения 105-го отдельного моторизованного штурмового инженерно-сапёрного Одерского ордена Суворова батальона (23-й моторизованной штурмовой инженерно-сапёрной Перекопской Краснознаменной орденов Суворова и Кутузова бригады РГК), младший сержант, участник Великой Отечественной войны, кавалер ордена Славы трёх степеней.

## Биография
Родился 14 июля 1924 года в селе Зеленга, (ныне в Володарском районе Астраханской области России) в семье рабочего. Русский. Окончил 7 классов.
Трудовую деятельность начал матросом парусного судна. В 1941 году поступил на курсы судоводителей. Работал помощником капитана и капитаном рыбоприёмного судна в Астрахани.
В сентябре 1942 года был призван в Красную армию. С января 1943 года в действующей армии. Имеет контузию. К весне 1944 года воевал сапёром-минёром 212-го батальона инженерных заграждений 43-й отдельной инженерной бригады специального назначения.
В начале апреля 1944 года в боях за освобождение Крыма в составе штурмовой группы рядовой Кашин обеспечивал наступление 1379-го стрелкового полка 87-й стрелковой дивизии. 8 апреля в 2 км северо-западнее посёлка Армянск, выполняя боевую задачу сделать проходы в минных полях и проволочном заграждении противника в полосе действия батальона, снял 45 штук мин противника и подорвал удлинённым зарядом проволоку, сделав проход в заграждении шириной 6 метров. Во время атаки первым ворвался в траншеи противника, увлекая за собой пехоту. Убил из автомата и ручной гранатой 4 немца. Противник был выбит из траншеи.
Приказом по частям 87-й стрелковой дивизии (№ 19/н) от 13 апреля 1944 года красноармеец Кашин Николай Васильевич награждён орденом Славы 3-й степени.
Ещё раз отличился во время штурма Севастополя. В ночь на 9 мая 1944 года, в составе команды по высадке десанта из села Любимовка на Северную Косу, на трофейном катере перебрасывал пехотные подразделения под сильным ружейно-пулемётным огнём. 9 мая переправлял пехотные подразделения в город Севастополь через Северную бухту, сделав 7 рейсов, перевёз 70 человек. За эти бои награждён медалью «За отвагу».
К началу 1945 года сражался в рядах 105-го отдельного моторизованного штурмового инженерно-сапёрного батальона 23-й моторизованной штурмовой инженерно-сапёрной бригады. 12 января 1945 года при прорыве обороны немцев на Сандомирском плацдарме, в полосе действия 254-й стрелковой дивизии близ населённого пункта Шидлув (20 км западнее города Сташув, Польша), под пулемётно-миномётным огнём противника проделал 2 прохода в минных полях и 1 в проволоке. При этом младший сержант Кашин снял 44 штуки противопехотных мин, и 17 штук противотанковых мин, и в числе первых ворвался в траншею.
Приказом по войскам 1-го Украинского фронта (№ 52/н) от 14 апреля 1945 года младший сержант Кашин Николай Васильевич награждён орденом Славы 2-й степени.
В ночь на 16 апреля 1945 года при форсировании реки Нейсе в районе Тормерсдорфа (Германия) младший сержант Кашин под артиллерийско-миномётным и пулемётным огнём в непосредственной близости от противника руководил отделением сапёров по строительству моста под грузы до 60 тонн. Благодаря личной отваге и умению руководить людьми выполнил поставленную задачу на 3 часа раньше срока, чем обеспечил своевременный пропуск боевой техники на западный берег реки Нейсе и прорыв обороны немцев.
Указом Президиума Верховного Совета СССР от 27 июня 1945 года за образцовое выполнение боевых заданий командования на фронте борьбы с немецкими захватчиками и проявленные при этом доблесть и мужество младший сержант Кашин Николай Васильевич награждён орденом Славы 1-й степени, став полным кавалером ордена Славы.
В апреле 1949 года старшина Кашин был демобилизован.
Вернулся в родное село Зеленга. Окончил Астраханскую совпартшколу. До 1961 года работал в Зеленгинском райкоме КПСС, затем был директором Зеленгинского маслозавода. Когда это предприятие перестало существовать, перешёл на работу в инспекцию «Севкаспрыбвод». Трудился старшим участковым инспектором. Охране рыбных запасов края он отдал около 30 лет, и в мирное время он показывал образцы мужества, ведя непримиримую борьбу с браконьерством, с расхитителями рыбных запасов. Жил в селе Зеленга.
Скончался 11 февраля 1990 года. Похоронен в селе Зеленга в Володарском районе Астраханской области.

## Награды
- орден Отечественной войны I степени (11.03.1985)[3]
- орден Славы I степени (14.04.1945)[4]
- орден Славы II степени (14.04.1945)[5]
- орден Славы III степени (13.04.1944)[6]
  - медали, в том числе:
  - «За отвагу» (16.05.1944)[7]
  - «За победу над Германией в Великой Отечественной войне 1941—1945 гг.» (1945)[8]

## Память
- Зеленгинской школе присвоено имя кавалера трёх орденов Славы Н. В. Кашина.
- На здании школы установлена мемориальная доска.